# Acceleration Team Venezuela
Het Acceleration Team Venezuela is een Venezolaans raceteam dat deelneemt aan het landenkampioenschap Acceleration 2014 in de klasse Formula Acceleration 1. Het team wordt gerund door het Italiaanse RC Motorsport, eigendom van Rocco Peduzzi en E. Catella. Zij zijn tevens de eigenaren van het team.
In 2014, het eerste seizoen van de klasse, had het team Rodolfo González als coureur in de eerste twee raceweekenden. In het derde raceweekend werd hij vervangen door Dennis Lind, die overkwam van het Zweedse team. Het team nam niet deel aan het laatste raceweekend en werd vervangen door het Acceleration Team Groot-Brittannië.

## Resultaten
| Kleur  | Resultaat                              |
| ------ | -------------------------------------- |
| Goud   | Winnaar                                |
| Zilver | Tweede plaats                          |
| Brons  | Derde plaats                           |
| Groen  | Gefinisht (punten behaald)             |
| Blauw  | Gefinisht (geen punten behaald)        |
| Blauw  | Niet geklasseerd (NC)                  |
| Paars  | Uitgevallen (DNF)                      |
| Rood   | Niet gekwalificeerd (DNQ)              |
| Zwart  | Gediskwalificeerd (DSQ)                |
| Wit    | Niet gestart (DNS)                     |
| Blanco | Gewond (INJ)                           |
| Blanco | Uitgesloten (EX)                       |
| Blanco | Teruggetrokken (WD) / Niet deelgenomen |
| P      | Poleposition                           |
| S      | Snelste ronde                          |

| Jaar | Coureur          | 1      | 2      | 3     | 4     | 5     | 6      | 7     | 8      | 9   | 10  | Punten | Positie |
| ---- | ---------------- | ------ | ------ | ----- | ----- | ----- | ------ | ----- | ------ | --- | --- | ------ | ------- |
| 2014 | Rodolfo González | ALG 11 | ALG 11 | NAV 5 | NAV 9 |       |        |       |        |     |     | 10     | 17      |
| 2014 | Dennis Lind      |        |        |       |       | NÜR 9 | NÜR 10 | MON 7 | MON 10 | ASS | ASS | 24*    | 11*     |
| Jaar | Coureur          | 1      | 2      | 3     | 4     | 5     | 6      | 7     | 8      | 9   | 10  | Punten | Positie |

* Bij de punten van Lind zijn ook zijn punten die hij gescoord heeft voor het Acceleration Team Zweden inbegrepen.